# Giai đoạn vòng loại và vòng play-off UEFA Conference League 2024–25 (Nhánh chính)
Trang này tóm tắt các trận đấu ở Nhánh chính của Giai đoạn vòng loại và vòng play-off UEFA Conference League 2024–25.
Thời gian là CEST (UTC+2), theo danh sách của UEFA (giờ địa phương, nếu khác, sẽ được đặt trong dấu ngoặc đơn).

## Vòng loại thứ nhất
Lễ bốc thăm vòng loại đầu tiên được tổ chức vào ngày 18 tháng 6 năm 2024.

### Bảng tóm tắt
| Đội 1                   | TTSTooltip Aggregate score | Đội 2                 | Lượt đi | Lượt về      |
| ----------------------- | -------------------------- | --------------------- | ------- | ------------ |
| Velež Mostar            | 2–6                        | Inter Club d'Escaldes | 1–1     | 1–5          |
| Floriana                | 4–2                        | Tre Penne             | 3–1     | 1–1          |
| Torpedo-BelAZ Zhodino   | 2–4                        | Milsami Orhei         | 2–4     | 0–0          |
| Šiauliai                | 0–2                        | FCI Levadia           | 0–2     | 0–0          |
| Bala Town               | 2–3                        | Paide Linnameeskond   | 1–2     | 1–1 (s.h.p.) |
| La Fiorita              | 1–1 (4–2 p)                | Isloch Minsk          | 0–1     | 1–0 (s.h.p.) |
| Caernarfon Town         | 3–3 (8–7 p)                | Crusaders             | 2–0     | 1–3 (s.h.p.) |
| Tallinna Kalev          | 1–4                        | Urartu                | 1–2     | 0–2          |
| Valur                   | 6–2                        | Vllaznia              | 2–2     | 4–0          |
| Bruno's Magpies         | 3–2                        | Derry City            | 2–0     | 1–2 (s.h.p.) |
| Malisheva               | 1–3                        | Budućnost             | 1–0     | 0–3          |
| Atlètic Club d'Escaldes | 0–3                        | F91 Dudelange         | 0–1     | 0–2          |
| Partizani               | 3–2                        | Marsaxlokk            | 1–1     | 2–1          |
| Auda                    | 3–0                        | B36 Tórshavn          | 2–0     | 1–0          |
| Stjarnan                | 4–3                        | Linfield              | 2–0     | 2–3          |
| Torpedo Kutaisi         | 2–1                        | Tirana                | 1–1     | 1–0          |
| Shelbourne              | 3–2                        | St Joseph's           | 2–1     | 1–1          |
| Aktobe                  | 3–3 (3–4 p)                | Sarajevo              | 0–1     | 3–2 (s.h.p.) |
| Bravo                   | 2–1                        | Connah's Quay Nomads  | 0–1     | 2–0 (s.h.p.) |
| Liepāja                 | 1–3                        | Víkingur              | 1–1     | 0–2          |
| Noah                    | 4–1                        | Shkëndija             | 2–0     | 2–1          |
| Tikvesh                 | 4–5                        | Breiðablik            | 3–2     | 1–3          |
| Mornar Bar              | 3–2                        | Dinamo Tbilisi        | 2–1     | 1–1          |
| UNA Strassen            | 0–5                        | KuPS                  | 0–0     | 0–5          |
| VPS                     | 1–3                        | Žalgiris              | 1–2     | 0–1          |

1. 1 2 3  Thứ tự các trận đấu bị đảo ngược sau lần bốc thăm ban đầu.

### Các trận đấu
| Velež Mostar | 1–1      | Inter Club d'Escaldes |
| ------------ | -------- | --------------------- |
| - Lohan 65'  | Chi tiết | - Joanet 34'          |

| Inter Club d'Escaldes                             | 5–1      | Velež Mostar |
| ------------------------------------------------- | -------- | ------------ |
| - Lopez 44', 45+2' - Domi 57', 84' - Andreu 90+2' | Chi tiết | - Oreć 53'   |

Inter Club d'Escaldes thắng chung cuộc 6–2.
| Floriana                             | 3–1      | Tre Penne   |
| ------------------------------------ | -------- | ----------- |
| - Nwoko 55' - Vella 57' - Santos 63' | Chi tiết | - Guidi 50' |

| Tre Penne         | 1–1      | Floriana      |
| ----------------- | -------- | ------------- |
| - Boccioletti 60' | Chi tiết | - Grech 90+5' |

Floriana thắng chung cuộc 4–2.
| Torpedo Zhodino                 | 2–4      | Milsami Orhei                                          |
| ------------------------------- | -------- | ------------------------------------------------------ |
| - Pobudey 33' - Sharkovskiy 89' | Chi tiết | - Camara 20' - Spătaru 30', 50' - Premudrov 80' (l.n.) |

| Milsami Orhei | 0–0      | Torpedo Zhodino |
| ------------- | -------- | --------------- |
|               | Chi tiết |                 |

Milsami Orhei thắng chung cuộc 4–2.
| Šiauliai | 0–2      | FCI Levadia               |
| -------- | -------- | ------------------------- |
|          | Chi tiết | - Musaba 7' - Felicio 23' |

| FCI Levadia | 0–0      | Šiauliai |
| ----------- | -------- | -------- |
|             | Chi tiết |          |

FCI Levadia thắng chung cuộc 2–0.
| Bala Town            | 1–2      | Paide Linnameeskond        |
| -------------------- | -------- | -------------------------- |
| - Ukek 90+5' (ph.đ.) | Chi tiết | - Ceesay 64' - Medić 90+2' |

| Paide Linnameeskond | 1–1      | Bala Town   |
| ------------------- | -------- | ----------- |
| - Hõim 120'         | Chi tiết | - Peate 12' |

Paide Linnameeskond thắng chung cuộc 3–2.
| La Fiorita | 0–1      | Isloch       |
| ---------- | -------- | ------------ |
|            | Chi tiết | - Butsko 34' |

| Isloch                                | 0–1      | La Fiorita                                         |
| ------------------------------------- | -------- | -------------------------------------------------- |
|                                       | Chi tiết | - Semprini 87'                                     |
| Loạt sút luân lưu                     |          |                                                    |
| - Rovdo - Kovel - Sibilev - Zhuravlev | 2–4      | - Casolla - Cicarelli - Guerrieri - Olcese - Pezzi |

Tổng tỷ số 1–1, La Fiorita thắng 4–2 trên chấm luân lưu.
| Caernarfon Town        | 2–0      | Crusaders |
| ---------------------- | -------- | --------- |
| - Owen 4' - Clarke 37' | Chi tiết |           |

| Crusaders                                                                        | 3–1 (s.h.p.) | Caernarfon Town                                                                          |
| -------------------------------------------------------------------------------- | ------------ | ---------------------------------------------------------------------------------------- |
| - Kennedy 47' - Larmour 49' - Lowry 72'                                          | Chi tiết     | - Mendes 24'                                                                             |
| Loạt sút luân lưu                                                                |              |                                                                                          |
| - Kennedy - Forsythe - Larmour - Boyd - Teelan - O'Rourke - Lowry - Barr - Owens | 7–8          | - Gosset - Mendes - Owen - Clarke - Faux - McMullan - Downey - M. Williams - G. Williams |

Tổng tỷ số 3–3, Caernarfon Town thắng 8–7 trên chấm luân lưu.
| Tallinna Kalev | 1–2      | Urartu               |
| -------------- | -------- | -------------------- |
| - Teeväli 11'  | Chi tiết | - Movsesyan 28', 77' |

| Urartu              | 2–0      | Tallinna Kalev |
| ------------------- | -------- | -------------- |
| - Mirzoyan 12', 49' | Chi tiết |                |

Urartu thắng chung cuộc 4–1.
| Valur                              | 2–2      | Vllaznia                |
| ---------------------------------- | -------- | ----------------------- |
| - Tryggvason 12' - Heimisson 90+9' | Chi tiết | - Krymi 23' - Dodaj 85' |

| Vllaznia | 0–4      | Valur                                                             |
| -------- | -------- | ----------------------------------------------------------------- |
|          | Chi tiết | - Sigurðsson 13' - Tryggvason 16' - Pedersen 36' - Haraldsson 68' |

Valur thắng chung cuộc 6–2.
| Bruno's Magpies           | 2–0      | Derry City |
| ------------------------- | -------- | ---------- |
| - Taylor 49' - Zúñiga 82' | Chi tiết |            |

| Derry City                 | 2–1 (s.h.p.) | Bruno's Magpies |
| -------------------------- | ------------ | --------------- |
| - Connelly 38' - Hoban 57' | Chi tiết     | - De Haro 111'  |

Bruno's Magpies thắng chung cuộc 3–2.
| Malisheva    | 1–0      | Budućnost Podgorica |
| ------------ | -------- | ------------------- |
| - Brruti 67' | Chi tiết |                     |

| Budućnost Podgorica                       | 3–0      | Malisheva |
| ----------------------------------------- | -------- | --------- |
| - Ivanović 32' - Grivić 56' - Perišić 89' | Chi tiết |           |

Budućnost Podgorica thắng chung cuộc 3–1.
| Atlètic d'Escaldes | 0–1      | F91 Dudelange |
| ------------------ | -------- | ------------- |
|                    | Chi tiết | - Bojić 17'   |

| F91 Dudelange            | 2–0      | Atlètic d'Escaldes |
| ------------------------ | -------- | ------------------ |
| - Hadji 60' (ph.đ.), 79' | Chi tiết |                    |

F91 Dudelange thắng chung cuộc 3–0.
| Partizani    | 1–1      | Marsaxlokk |
| ------------ | -------- | ---------- |
| - Murataj 2' | Chi tiết | - Yuri 15' |

| Marsaxlokk | 1–2      | Partizani               |
| ---------- | -------- | ----------------------- |
| - Yuri 46' | Chi tiết | - Cara 48' - Keko 90+3' |

Partizani thắng chung cuộc 3–2.
| Auda                     | 2–0      | B36 Tórshavn |
| ------------------------ | -------- | ------------ |
| - Taiwo 12' - Traore 85' | Chi tiết |              |

| B36 Tórshavn | 0–1      | Auda        |
| ------------ | -------- | ----------- |
|              | Chi tiết | - Talla 62' |

Auda thắng chung cuộc 3–0.
| Stjarnan           | 2–0      | Linfield |
| ------------------ | -------- | -------- |
| - Atlason 22', 60' | Chi tiết |          |

| Linfield                                | 3–2      | Stjarnan                       |
| --------------------------------------- | -------- | ------------------------------ |
| - Cooper 7' - Orr 70' - Fitzpatrick 76' | Chi tiết | - Atlason 57' - Eggertsson 88' |

Stjarnan thắng chung cuộc 4–3.
| Torpedo Kutaisi   | 1–1      | Tirana       |
| ----------------- | -------- | ------------ |
| - Mici 20' (l.n.) | Chi tiết | - Haxhiu 87' |

| Tirana | 0–1      | Torpedo Kutaisi |
| ------ | -------- | --------------- |
|        | Chi tiết | - Johnsen 3'    |

Torpedo Kutaisi thắng chung cuộc 2–1.
| Shelbourne                      | 2–1      | St Joseph's     |
| ------------------------------- | -------- | --------------- |
| - Coyle 1' - Jarvis 58' (ph.đ.) | Chi tiết | - Javi Paul 40' |

| St Joseph's  | 1–1      | Shelbourne |
| ------------ | -------- | ---------- |
| - Walker 25' | Chi tiết | - Bone 34' |

Shelbourne thắng chung cuộc 3–2.
| Aktobe | 0–1      | Sarajevo       |
| ------ | -------- | -------------- |
|        | Chi tiết | - Kyeremeh 90' |

| Sarajevo                                                   | 2–3 (s.h.p.) | Aktobe                                            |
| ---------------------------------------------------------- | ------------ | ------------------------------------------------- |
| - Guliashvili 57' - Oliveira 96'                           | Chi tiết     | - Umayev 41' - Tanzharikov 75' - Jean 93'         |
| Loạt sút luân lưu                                          |              |                                                   |
| - Anđušić - Mehmedović - Oliveira - Julardžija - Duraković | 4–3          | - Romero - Tanzharikov - Jean - Samorodov - Kasym |

Tổng tỷ số 3–3, Sarajevo thắng chung cuộc 4–3.
| Bravo | 0–1      | Connah's Quay Nomads |
| ----- | -------- | -------------------- |
|       | Chi tiết | - Maher 83'          |

| Connah's Quay Nomads | 0–2 (s.h.p.) | Bravo                         |
| -------------------- | ------------ | ----------------------------- |
|                      | Chi tiết     | - Jakšić 88' - Poplatnik 116' |

Bravo thắng chung cuộc 2–1.
| Liepāja     | 1–1      | Víkingur Gøta   |
| ----------- | -------- | --------------- |
| - Šimić 55' | Chi tiết | - Kallsberg 21' |

| Víkingur Gøta                     | 2–0      | Liepāja |
| --------------------------------- | -------- | ------- |
| - Kallsberg 30' - Justinussen 43' | Chi tiết |         |

Víkingur Gøta thắng chung cuộc 3–1.
| Noah                           | 2–0      | Shkëndija |
| ------------------------------ | -------- | --------- |
| - Gregório 81' - Miljković 90' | Chi tiết |           |

| Shkëndija  | 1–2      | Noah                           |
| ---------- | -------- | ------------------------------ |
| - Cake 53' | Chi tiết | - Miljković 20' - Pinson 90+1' |

Noah thắng chung cuộc 4–1.
| Tikvesh                                         | 3–2      | Breiðablik                        |
| ----------------------------------------------- | -------- | --------------------------------- |
| - Stojkoski 74' - Stojanov 80' - Léo Guerra 83' | Chi tiết | - Einarsson 13' - Kristinsson 31' |

| Breiðablik                                              | 3–1      | Tikvesh     |
| ------------------------------------------------------- | -------- | ----------- |
| - Steindórsson 44' - Gunnlaugsson 53' - Kristinsson 85' | Chi tiết | - Spahiu 9' |

Breiðablik thắng chung cuộc 5–4.
| Mornar Bar                    | 2–1      | Dinamo Tbilisi       |
| ----------------------------- | -------- | -------------------- |
| - Đurišić 20' - Vušurović 23' | Chi tiết | - Ugrekhelidze 90+4' |

| Dinamo Tbilisi | 1–1      | Mornar Bar  |
| -------------- | -------- | ----------- |
| - Salia 33'    | Chi tiết | - Zorić 57' |

Mornar Bar thắng chung cuộc 3–2.
| UNA Strassen | 0–0      | KuPS |
| ------------ | -------- | ---- |
|              | Chi tiết |      |

| KuPS                                                             | 5–0      | UNA Strassen |
| ---------------------------------------------------------------- | -------- | ------------ |
| - Ruoppi 18', 20' - Vidjeskog 48' - Diawara 75' - Heinonen 90+1' | Chi tiết |              |

KuPS thắng chung cuộc 5–0.
| VPS          | 1–2      | Žalgiris                     |
| ------------ | -------- | ---------------------------- |
| - Ahiabu 59' | Chi tiết | - Fofana 25' - Kendysh 90+4' |

| Žalgiris       | 1–0      | VPS |
| -------------- | -------- | --- |
| - Fofana 45+4' | Chi tiết |     |

Žalgiris thắng chung cuộc 3–1.

## Vòng loại thứ hai
Lễ bốc thăm vòng loại thứ hai được tổ chức vào ngày 19 tháng 6 năm 2024.

### Bảng tóm tắt
| Đội 1                 | TTSTooltip Aggregate score | Đội 2                 | Lượt đi | Lượt về      |
| --------------------- | -------------------------- | --------------------- | ------- | ------------ |
| Go Ahead Eagles       | 1–2                        | Brann                 | 0–0     | 1–2          |
| Omonia                | 5–2                        | Torpedo Kutaisi       | 3–1     | 2–1          |
| Breiðablik            | 1–3                        | Drita                 | 1–2     | 0–1          |
| Osijek                | 6–1                        | FCI Levadia           | 5–1     | 1–0          |
| Olimpija Ljubljana    | 4–1                        | Polissya Zhytomyr     | 2–0     | 2–1          |
| AEK Athens            | 8–3                        | Inter Club d'Escaldes | 4–3     | 4–0          |
| KuPS                  | 0–2                        | Tromsø                | 0–1     | 0–1          |
| Valur                 | 1–4                        | St Mirren             | 0–0     | 1–4          |
| Sumgayit              | 1–2                        | Fehérvár              | 1–2     | 0–0          |
| Ilves                 | 5–5 (5–4 p)                | Austria Wien          | 2–1     | 3–4 (s.h.p.) |
| CSKA 1948             | 2–1                        | Budućnost             | 1–0     | 1–1          |
| Zira                  | 6–1                        | DAC Dunajská Streda   | 4–0     | 2–1          |
| Maribor               | 4–3                        | Universitatea Craiova | 2–0     | 2–3          |
| St Patrick's Athletic | 5–3                        | Vaduz                 | 3–1     | 2–2          |
| Bruno's Magpies       | 1–8                        | Copenhagen            | 0–3     | 1–5          |
| Başakşehir            | 10–1                       | La Fiorita            | 6–1     | 4–0          |
| Legia Warsaw          | 11–0                       | Caernarfon Town       | 6–0     | 5–0          |
| Dnipro-1              | 0–6                        | Puskás Akadémia       | 0–3     | 0–3          |
| Žalgiris              | 2–4                        | Pafos                 | 2–1     | 0–3          |
| Djurgården            | 3–1                        | Progrès Niederkorn    | 3–0     | 0–1          |
| Gent                  | 7–1                        | Víkingur              | 4–1     | 3–0          |
| F91 Dudelange         | 3–12                       | Häcken                | 2–6     | 1–6          |
| Hapoel Be'er Sheva    | 2–1                        | Cherno More           | 0–0     | 2–1          |
| Hajduk Split          | 2–0                        | HB Tórshavn           | 2–0     | 0–0          |
| Zrinjski Mostar       | 3–2                        | Bravo                 | 0–1     | 3–1          |
| Riga                  | 2–3                        | Śląsk Wrocław         | 1–0     | 1–3          |
| Floriana              | 0–5                        | Vitória de Guimarães  | 0–1     | 0–4          |
| Stjarnan              | 2–5                        | Paide Linnameeskond   | 2–1     | 0–4          |
| Cliftonville          | 1–4                        | Auda                  | 1–2     | 0–2          |
| St. Gallen            | 5–1                        | Tobol                 | 4–1     | 1–0          |
| Mladá Boleslav        | 3–0                        | TransINVEST           | 2–0     | 1–0          |
| Noah                  | 7–0                        | Sliema Wanderers      | 7–0     | 0–0          |
| Baník Ostrava         | 7–1                        | Urartu                | 5–1     | 2–0          |
| Zürich                | 3–0                        | Shelbourne            | 3–0     | 0–0          |
| Brøndby               | 8–2                        | Llapi                 | 6–0     | 2–2          |
| CFR Cluj              | 5–0                        | Neman Grodno          | 0–0     | 5–0          |
| Zimbru Chișinău       | 1–6                        | Ararat-Armenia        | 0–3     | 1–3          |
| Radnički 1923         | 2–2 (3–4 p)                | Mornar                | 1–0     | 1–2 (s.h.p.) |
| Sarajevo              | 0–3                        | Spartak Trnava        | 0–0     | 0–3          |
| Maccabi Haifa         | 6–6 (2–3 p)                | Sabah                 | 0–3     | 6–3 (s.h.p.) |
| Paks                  | 5–0                        | AEK Larnaca           | 3–0     | 2–0          |
| Iberia 1999           | 2–0                        | Partizani             | 2–0     | 0–0          |
| Milsami Orhei         | 1–2                        | Astana                | 1–1     | 0–1          |

1. 1 2 3  Thứ tự các trận đấu bị đảo ngược sau lần bốc thăm ban đầu.
2. 1 2  Dnipro-1 không thể thi đấu do phá sản.[54]

### Các trận đấu
| Go Ahead Eagles | 0–0      | Brann |
| --------------- | -------- | ----- |
|                 | Chi tiết |       |

| Brann                     | 2–1      | Go Ahead Eagles |
| ------------------------- | -------- | --------------- |
| - Finne 42' - Knudsen 62' | Chi tiết | - Tengstedt 2'  |

Brann thắng chung cuộc 2–1.
| Omonia                             | 3–1      | Torpedo Kutaisi |
| ---------------------------------- | -------- | --------------- |
| - Coulibaly 41', 78' - Ewandro 84' | Chi tiết | - Pires 75'     |

| Torpedo Kutaisi | 1–2      | Omonia                               |
| --------------- | -------- | ------------------------------------ |
| - Yansané 47'   | Chi tiết | - Stępiński 25' - Semedo 81' (ph.đ.) |

Omonia thắng chung cuộc 5–2.
| Breiðablik         | 1–2      | Drita                  |
| ------------------ | -------- | ---------------------- |
| - Thorvaldsson 71' | Chi tiết | - Manaj 2' - Tusha 23' |

| Drita         | 1–0      | Breiðablik |
| ------------- | -------- | ---------- |
| - Selmani 67' | Chi tiết |            |

Drita thắng chung cuộc 3–1.
| Osijek                                          | 5–1      | FCI Levadia   |
| ----------------------------------------------- | -------- | ------------- |
| - Miérez 9', 18', 27' - Guedes 34' - Bukvić 68' | Chi tiết | - Yakovlev 8' |

| FCI Levadia | 0–1      | Osijek      |
| ----------- | -------- | ----------- |
|             | Chi tiết | - Pušić 63' |

Osijek thắng chung cuộc 6–1.
| Olimpija Ljubljana          | 2–0      | Polissya Zhytomyr |
| --------------------------- | -------- | ----------------- |
| - Florucz 56' - Pinto 90+2' | Chi tiết |                   |

| Polissya Zhytomyr | 1–2      | Olimpija Ljubljana           |
| ----------------- | -------- | ---------------------------- |
| - Kushnirenko 1'  | Chi tiết | - Florucz 11' - Durdov 90+3' |

Olimpija Ljubljana thắng chung cuộc 4–1.
| AEK Athens                                                | 4–3      | Inter Club d'Escaldes                                 |
| --------------------------------------------------------- | -------- | ----------------------------------------------------- |
| - Ljubičić 6' - García 20' - Gaćinović 31' - Moukoudi 53' | Chi tiết | - Vida 65' (l.n.) - Andreu 78' (ph.đ.) - Martínez 83' |

| Inter Club d'Escaldes | 0–4      | AEK Athens                           |
| --------------------- | -------- | ------------------------------------ |
|                       | Chi tiết | - García 29', 74', 86' - Amrabat 83' |

AEK Athens thắng chung cuộc 8–3.
| KuPS | 0–1      | Tromsø       |
| ---- | -------- | ------------ |
|      | Chi tiết | - Nordås 54' |

| Tromsø            | 1–0      | KuPS |
| ----------------- | -------- | ---- |
| - Hjertø-Dahl 29' | Chi tiết |      |

Tromsø thắng chung cuộc 2–0.
| Valur | 0–0      | St Mirren |
| ----- | -------- | --------- |
|       | Chi tiết |           |

| St Mirren                                                | 4–1      | Valur                    |
| -------------------------------------------------------- | -------- | ------------------------ |
| - Rooney 16' - Olusanya 52' - O'Hara 65' - Iacovitti 87' | Chi tiết | - Haraldsson 75' (ph.đ.) |

St Mirren thắng chung cuộc 4–1.
| Sumgayit          | 1–2      | Fehérvár                         |
| ----------------- | -------- | -------------------------------- |
| - Abdullazade 20' | Chi tiết | - Christensen 39' - Spandler 52' |

| Fehérvár | 0–0      | Sumgayit |
| -------- | -------- | -------- |
|          | Chi tiết |          |

Fehérvár thắng chung cuộc 2–1.
| Ilves                     | 2–1      | Austria Wien       |
| ------------------------- | -------- | ------------------ |
| - Haarala 51' - Riski 88' | Chi tiết | - Lucas Galvão 90' |

| Austria Wien                                       | 4–3 (s.h.p.) | Ilves                                               |
| -------------------------------------------------- | ------------ | --------------------------------------------------- |
| - Malone 22' - Gruber 27' - Barry 68' - Prelec 97' | Chi tiết     | - Ala-Myllymäki 30' - Mäenpää 90' - Söderbäck 102'  |
| Loạt sút luân lưu                                  |              |                                                     |
| - Fischer - Galvão - Pérez Vinlöf - Meisl - Fitz   | 4–5          | - Arifi - Popovitch - Haarala - Pikkarainen - Riski |

Tổng tỷ số 5–5, Ilves thắng trên chấm luân lưu.
| CSKA 1948       | 1–0      | Budućnost Podgorica |
| --------------- | -------- | ------------------- |
| - Karagaren 44' | Chi tiết |                     |

| Budućnost Podgorica | 1–1 (s.h.p.) | CSKA 1948      |
| ------------------- | ------------ | -------------- |
| - Perišić 65'       | Chi tiết     | - Serdyuk 102' |

CSKA 1948 thắng chung cuộc 2–1.
| Zira                                        | 4–0      | DAC 1904 |
| ------------------------------------------- | -------- | -------- |
| - Utzig 29' - Júnior 31' - Volkovi 51', 53' | Chi tiết |          |

| DAC 1904     | 1–2      | Zira                             |
| ------------ | -------- | -------------------------------- |
| - Méndez 40' | Chi tiết | - Utzig 25' - Alıyev 57' (ph.đ.) |

Zira thắng chung cuộc 6–1.
| Maribor                     | 2–0      | Universitatea Craiova |
| --------------------------- | -------- | --------------------- |
| - Repas 57' - Jakupović 88' | Chi tiết |                       |

| Universitatea Craiova                    | 3–2      | Maribor                      |
| ---------------------------------------- | -------- | ---------------------------- |
| - Mitriță 52' - Grego 72' - Koljić 90+5' | Chi tiết | - Iličić 68' - Jakupović 82' |

Maribor thắng chung cuộc 4–3.
| St Patrick's Athletic            | 3–1      | Vaduz          |
| -------------------------------- | -------- | -------------- |
| - Mulraney 6', 17' - Redmond 77' | Chi tiết | - Del Toro 71' |

| Vaduz                     | 2–2      | St Patrick's Athletic        |
| ------------------------- | -------- | ---------------------------- |
| - Cavegn 22' (ph.đ.), 76' | Chi tiết | - Elbouzedi 28' - Palmer 81' |

St Patrick's Athletic thắng chung cuộc 5–3.
| Bruno's Magpies | 0–3      | Copenhagen                                      |
| --------------- | -------- | ----------------------------------------------- |
|                 | Chi tiết | - Elyounoussi 30' - Claesson 62' - Froholdt 65' |

| Copenhagen                                                         | 5–1      | Bruno's Magpies |
| ------------------------------------------------------------------ | -------- | --------------- |
| - Diks 40' (ph.đ.) - Froholdt 54' - Óskarsson 61', 84' - Højer 80' | Chi tiết | - Bayode 16'    |

Copenhagen thắng chung cuộc 8–1.
| İstanbul Başakşehir                                                      | 6–1      | La Fiorita  |
| ------------------------------------------------------------------------ | -------- | ----------- |
| - Özcan 5' - Davidson 13' - Figueiredo 29', 49' - Kemen 43' - Piątek 71' | Chi tiết | - Greco 58' |

| La Fiorita | 0–4      | İstanbul Başakşehir                             |
| ---------- | -------- | ----------------------------------------------- |
|            | Chi tiết | - Piątek 13', 90+1' - Şahiner 31' - Güreler 35' |

İstanbul Başakşehir thắng chung cuộc 10–1.
| Legia Warsaw                                                        | 6–0      | Caernarfon Town |
| ------------------------------------------------------------------- | -------- | --------------- |
| - Gual 22', 48', 53' - Morishita 44' - Kramer 71' - Gonçalves 90+3' | Chi tiết |                 |

| Caernarfon Town | 0–5      | Legia Warsaw                                                            |
| --------------- | -------- | ----------------------------------------------------------------------- |
|                 | Chi tiết | - Kapustka 46' - Jędrzejczyk 48' - Pekhart 54' - Nsame 72' - Barcia 83' |

Legia Warsaw thắng chung cuộc 11–0.
| Dnipro-1 | 0–3 (phán quyết) | Puskás Akadémia |
| -------- | ---------------- | --------------- |
|          | Chi tiết         |                 |

| Puskás Akadémia | 3–0 (phán quyết) | Dnipro-1 |
| --------------- | ---------------- | -------- |
|                 | Chi tiết         |          |

Dnipro-1 tuyên bố phá sản, Puskás Akadémia được trao chiến thắng.
| Žalgiris         | 2–1      | Pafos       |
| ---------------- | -------- | ----------- |
| - Antal 17', 26' | Chi tiết | - Jairo 62' |

| Pafos                                                | 3–0 (s.h.p.) | Žalgiris |
| ---------------------------------------------------- | ------------ | -------- |
| - Tanković 21' - Anderson Silva 101' - Dragomir 118' | Chi tiết     |          |

Pafos thắng chung cuộc 4–2.
| Djurgården                      | 3–0      | Progrès Niederkorn |
| ------------------------------- | -------- | ------------------ |
| - Wikheim 21' - Hümmet 27', 61' | Chi tiết |                    |

| Progrès Niederkorn | 1–0      | Djurgården |
| ------------------ | -------- | ---------- |
| - Karamoko 3'      | Chi tiết |            |

Djurgården thắng chung cuộc 3–1.
| Gent                                                       | 4–1      | Víkingur Gøta |
| ---------------------------------------------------------- | -------- | ------------- |
| - Hong Hyun-seok 25', 88' - Kums 59' - De Sart 68' (ph.đ.) | Chi tiết | - Nielsen 13' |

| Víkingur Gøta | 0–3      | Gent                                                    |
| ------------- | -------- | ------------------------------------------------------- |
|               | Chi tiết | - Mitrović 64' - Fernandez-Pardo 69' - Dean 76' (ph.đ.) |

Gent thắng chung cuộc 7–1.
| F91 Dudelange                    | 2–6      | BK Häcken                                                         |
| -------------------------------- | -------- | ----------------------------------------------------------------- |
| - Hadji 32' (ph.đ.), 44' (ph.đ.) | Chi tiết | - Inoussa 6' - Layouni 21', 45+1' - Youssef 35', 60' - Hrstić 88' |

| BK Häcken                                                       | 6–1      | F91 Dudelange |
| --------------------------------------------------------------- | -------- | ------------- |
| - Agbonifo 16', 27' - Hrstić 45', 48' - Nioule 53' - Hammar 57' | Chi tiết | - Bojić 4'    |

BK Häcken thắng chung cuộc 12–3.
| Hapoel Be'er Sheva | 0–0      | Cherno More |
| ------------------ | -------- | ----------- |
|                    | Chi tiết |             |

| Cherno More  | 1–2      | Hapoel Be'er Sheva |
| ------------ | -------- | ------------------ |
| - Calcan 33' | Chi tiết | - Lopes 25', 64'   |

Hapoel Be'er Sheva thắng chung cuộc 2–1.
| Hajduk Split                        | 2–0      | HB Tórshavn |
| ----------------------------------- | -------- | ----------- |
| - Uremović 19' - Livaja 30' (ph.đ.) | Chi tiết |             |

| HB Tórshavn | 0–0      | Hajduk Split |
| ----------- | -------- | ------------ |
|             | Chi tiết |              |

Hadjuk Split thắng chung cuộc 2–0.
| Zrinjski Mostar | 0–1      | Bravo         |
| --------------- | -------- | ------------- |
|                 | Chi tiết | - Ivanšek 16' |

| Bravo       | 1–3      | Zrinjski Mostar                                     |
| ----------- | -------- | --------------------------------------------------- |
| - Tučić 21' | Chi tiết | - Mulahusejnović 16' - Jakovljević 66' - Mlinar 80' |

Zrinjski Mostar thắng chung cuộc 3–2.
| Riga       | 1–0      | Śląsk Wrocław |
| ---------- | -------- | ------------- |
| - Niang 7' | Chi tiết |               |

| Śląsk Wrocław                         | 3–1      | Riga        |
| ------------------------------------- | -------- | ----------- |
| - Nahuel 6' (ph.đ.), 52' - Petrov 49' | Chi tiết | - Babec 33' |

Śląsk Wrocław thắng chung cuộc 3–2.
| Floriana | 0–1      | Vitória de Guimarães |
| -------- | -------- | -------------------- |
|          | Chi tiết | - Jota 78'           |

| Vitória de Guimarães                              | 4–0      | Floriana |
| ------------------------------------------------- | -------- | -------- |
| - Kaio César 8' - Fernandes 11' - Mangas 37', 43' | Chi tiết |          |

Vitória de Guimarães thắng chung cuộc 5–0.
| Stjarnan           | 2–1      | Paide Linnameeskond |
| ------------------ | -------- | ------------------- |
| - Atlason 24', 73' | Chi tiết | - Kristal 55'       |

| Paide Linnameeskond                                   | 4–0      | Stjarnan |
| ----------------------------------------------------- | -------- | -------- |
| - Ojamaa 29' - Saarma 46' - Ceesay 57' - Lilander 85' | Chi tiết |          |

Paide Linnameeskond thắng chung cuộc 5–2.
| Cliftonville | 1–2      | Auda                       |
| ------------ | -------- | -------------------------- |
| - Conlan 39' | Chi tiết | - Ogunniyi 32' - Taiwo 78' |

| Auda                       | 2–0      | Cliftonville |
| -------------------------- | -------- | ------------ |
| - Ogunniyi 51' - Taiwo 61' | Chi tiết |              |

Auda thắng chung cuộc 4–1.
| St. Gallen                                             | 4–1      | Tobol               |
| ------------------------------------------------------ | -------- | ------------------- |
| - Stevanović 35' - Akolo 39' - Toma 77' - Vallci 90+7' | Chi tiết | - Vallci 28' (l.n.) |

| Tobol | 0–1      | St. Gallen  |
| ----- | -------- | ----------- |
|       | Chi tiết | - Cissé 73' |

St Gallen thắng chung cuộc 5–1.
| Mladá Boleslav          | 2–0      | TransINVEST |
| ----------------------- | -------- | ----------- |
| - Ladra 27' - Kušej 38' | Chi tiết |             |

| TransINVEST | 0–1      | Mladá Boleslav |
| ----------- | -------- | -------------- |
|             | Chi tiết | - Vojta 78'    |

Mladá Boleslav thắng chung cuộc 3–0.
| Noah                                                                   | 7–0      | Sliema Wanderers |
| ---------------------------------------------------------------------- | -------- | ---------------- |
| - Pinson 18' - Gregório 28', 31', 56' - Çinari 71', 73' - Ferreira 89' | Chi tiết |                  |

| Sliema Wanderers | 0–0      | Noah |
| ---------------- | -------- | ---- |
|                  | Chi tiết |      |

Noah thắng chung cuộc 7–0.
| Baník Ostrava                                                           | 5–1      | Urartu              |
| ----------------------------------------------------------------------- | -------- | ------------------- |
| - Ewerton 15' - Boula 22' - Buchta 26' - Prekop 61' - Klíma 82' (ph.đ.) | Chi tiết | - Tarakhchyan 90+4' |

| Urartu | 0–2      | Baník Ostrava              |
| ------ | -------- | -------------------------- |
|        | Chi tiết | - Ewerton 22' - Chaluš 51' |

Baník Ostrava thắng chung cuộc 7–1.
| Zürich                              | 3–0      | Shelbourne |
| ----------------------------------- | -------- | ---------- |
| - Onyedika 1' - Marchesano 29', 58' | Chi tiết |            |

| Shelbourne | 0–0      | Zürich |
| ---------- | -------- | ------ |
|            | Chi tiết |        |

Zürich thắng chung cuộc 3–0.
| Brøndby                                                                                       | 6–0      | Llapi |
| --------------------------------------------------------------------------------------------- | -------- | ----- |
| - Suzuki 16' - Omoijuanfo 20' - Bundgaard 24' - Nartey 40' - Kvistgaarden 88' - Schwartau 90' | Chi tiết |       |

| Llapi                                 | 2–2      | Brøndby                               |
| ------------------------------------- | -------- | ------------------------------------- |
| - Gashjani 42' - Mikkelsen 66' (l.n.) | Chi tiết | - Yeboah 53' - Omoijuanfo 61' (ph.đ.) |

Brøndby thắng chung cuộc 8–2.
| CFR Cluj | 0–0      | Neman Grodno |
| -------- | -------- | ------------ |
|          | Chi tiết |              |

| Neman Grodno | 0–5      | CFR Cluj                                                       |
| ------------ | -------- | -------------------------------------------------------------- |
|              | Chi tiết | - Muhar 17' - Bîrligea 40', 57' - Korenica 60' - Nkololo 90+3' |

CFR Cluj thắng chung cuộc 5–0.
| Zimbru Chișinău | 0–3      | Ararat-Armenia                            |
| --------------- | -------- | ----------------------------------------- |
|                 | Chi tiết | - Serobyan 23' (ph.đ.) - Ocansey 74', 89' |

| Ararat-Armenia                                  | 3–1      | Zimbru Chișinău |
| ----------------------------------------------- | -------- | --------------- |
| - Yenne 28' - Serobyan 68' (ph.đ.) - Duarte 88' | Chi tiết | - Ohajunwa 62'  |

Ararat-Armenia thắng chung cuộc 6–1.
| Radnički 1923 | 1–0      | Mornar Bar |
| ------------- | -------- | ---------- |
| - Aleksić 72' | Chi tiết |            |

| Mornar Bar                                            | 2–1 (s.h.p.) | Radnički 1923                                          |
| ----------------------------------------------------- | ------------ | ------------------------------------------------------ |
| - Ondong 45', 83'                                     | Chi tiết     | - Aleksić 90+8'                                        |
| Loạt sút luân lưu                                     |              |                                                        |
| - Đurišić - Ćetković - Kishi - Kaluđerović - Mitrović | 4–3          | - Evandro - Ristić - Simović - Aleksić - Vidosavljević |

Tổng tỷ số 2–2, Mornar Bar thắng trên chấm luân lưu.
| Sarajevo | 0–0      | Spartak Trnava |
| -------- | -------- | -------------- |
|          | Chi tiết |                |

| Spartak Trnava                  | 3–0      | Sarajevo |
| ------------------------------- | -------- | -------- |
| - Ďuriš 15', 42' - Karhan 90+4' | Chi tiết |          |

Spartak Trnava thắng chung cuộc 3–0.
| Maccabi Haifa | 0–3      | Sabah                                      |
| ------------- | -------- | ------------------------------------------ |
|               | Chi tiết | - Šafranko 61' - Sekidika 78' - Aliyev 88' |

| Sabah                                      | 3–6 (s.h.p.) | Maccabi Haifa                                                           |
| ------------------------------------------ | ------------ | ----------------------------------------------------------------------- |
| - Šafranko 47' - Parris 71' - Mickels 103' | Chi tiết     | - Haziza 17' - Pierrot 67', 90' - Šimić 70' - Refaelov 73' - David 112' |
| Loạt sút luân lưu                          |              |                                                                         |
| - Chakla - Mickels - Aliyev - Lepinjica    | 3–2          | - Refaelov - David - Saief - Saba - Pierrot                             |

Tổng tỷ số 6–6, Sabah thắng trên chấm luân lưu.
| Paks                                  | 3–0      | AEK Larnaca |
| ------------------------------------- | -------- | ----------- |
| - Haraszti 17' - Tóth 61' - Ötvös 74' | Chi tiết |             |

| AEK Larnaca | 0–2      | Paks                      |
| ----------- | -------- | ------------------------- |
|             | Chi tiết | - Haraszti 19' - Tóth 42' |

Paks thắng chung cuộc 5–0.
| Iberia 1999                            | 2–0      | Partizani |
| -------------------------------------- | -------- | --------- |
| - Nonikashvili 31' (ph.đ.) - Sylla 57' | Chi tiết |           |

| Partizani | 0–0      | Iberia 1999 |
| --------- | -------- | ----------- |
|           | Chi tiết |             |

Iberia 1999 thắng chung cuộc 2–0.
| Milsami Orhei | 1–1      | Astana        |
| ------------- | -------- | ------------- |
| - Lupano 90'  | Chi tiết | - Gripshi 58' |

| Astana        | 1–0      | Milsami Orhei |
| ------------- | -------- | ------------- |
| - Tomasov 50' | Chi tiết |               |

Astana thắng chung cuộc 2–1.

## Vòng loại thứ ba
Lễ bốc thăm vòng loại thứ ba được tổ chức vào ngày 22 tháng 7 năm 2024.

### Bảng tóm tắt
| Đội 1                 | TTSTooltip Aggregate score | Đội 2                | Lượt đi | Lượt về      |
| --------------------- | -------------------------- | -------------------- | ------- | ------------ |
| Mladá Boleslav        | 5–3                        | Hapoel Be'er Sheva   | 1–1     | 4–2          |
| Kilmarnock            | 3–2                        | Tromsø               | 2–2     | 1–0          |
| Ararat-Armenia        | 3–4                        | Puskás Akadémia      | 0–1     | 3–3          |
| Zürich                | 0–5                        | Vitória de Guimarães | 0–3     | 0–2          |
| Paks                  | 5–2                        | Mornar               | 3–0     | 2–2          |
| Häcken                | 7–2                        | Paide Linnameeskond  | 6–1     | 1–1          |
| Maribor               | 2–2 (4–2 p)                | Vojvodina            | 2–1     | 0–1 (s.h.p.) |
| Spartak Trnava        | 4–4 (11–12 p)              | Wisła Kraków         | 3–1     | 1–3 (s.h.p.) |
| St Patrick's Athletic | 2–0                        | Sabah                | 1–0     | 1–0          |
| St Mirren             | 2–4                        | Brann                | 1–1     | 1–3          |
| CSKA 1948             | 2–5                        | Pafos                | 2–1     | 0–4 (s.h.p.) |
| Ilves                 | 2–4                        | Djurgården           | 1–1     | 1–3          |
| Corvinul Hunedoara    | 2–8                        | Astana               | 1–2     | 1–6          |
| Ružomberok            | 1–0                        | Hajduk Split         | 0–0     | 1–0          |
| Noah                  | 3–2                        | AEK Athens           | 3–1     | 0–1          |
| Auda                  | 2–3                        | Drita                | 1–0     | 1–3 (s.h.p.) |
| Iberia 1999           | 0–3                        | Başakşehir           | 0–1     | 0–2          |
| Brøndby               | 3–4                        | Legia Warsaw         | 2–3     | 1–1          |
| Maccabi Petah Tikva   | 0–2                        | CFR Cluj             | 0–1     | 0–1          |
| Silkeborg             | 4–5                        | Gent                 | 2–2     | 2–3 (s.h.p.) |
| Osijek                | 3–3 (1–2 p)                | Zira                 | 1–1     | 2–2 (s.h.p.) |
| St. Gallen            | 4–3                        | Śląsk Wrocław        | 2–0     | 2–3          |
| Botev Plovdiv         | 2–3                        | Zrinjski Mostar      | 2–1     | 0–2          |
| Omonia                | 3–0                        | Fehérvár             | 1–0     | 2–0          |
| Copenhagen            | 1–1 (2–1 p)                | Baník Ostrava        | 1–0     | 0–1 (s.h.p.) |
| Olimpija Ljubljana    | 4–0                        | Sheriff Tiraspol     | 3–0     | 1–0          |

### Các trận đấu
| Mladá Boleslav      | 1–1      | Hapoel Be'er Sheva |
| ------------------- | -------- | ------------------ |
| - Vydra 39' (ph.đ.) | Chi tiết | - Yosefi 50'       |

| Hapoel Be'er Sheva         | 2–4      | Mladá Boleslav                            |
| -------------------------- | -------- | ----------------------------------------- |
| - Ahmed 11' - Turgeman 42' | Chi tiết | - Ladra 49', 82' - Králik 59' - Kušej 90' |

Mladá Boleslav thắng chung cuộc 5–3.
| Kilmarnock                 | 2–2      | Tromsø             |
| -------------------------- | -------- | ------------------ |
| - Vassell 6' - Wales 90+3' | Chi tiết | - Romsaas 50', 64' |

| Tromsø | 0–1      | Kilmarnock   |
| ------ | -------- | ------------ |
|        | Chi tiết | - Wright 11' |

Kilmarnock thắng chung cuộc 3–2.
| Ararat-Armenia | 0–1      | Puskás Akadémia |
| -------------- | -------- | --------------- |
|                | Chi tiết | - Soisalo 89'   |

| Puskás Akadémia                | 3–3      | Ararat-Armenia                                |
| ------------------------------ | -------- | --------------------------------------------- |
| - Nagy 7', 47' - Favorov 90+4' | Chi tiết | - Serobyan 39' - Harutyunyan 43' - Duarte 85' |

Puskás Akadémia thắng chung cuộc 4–3.
| Zürich | 0–3      | Vitória de Guimarães                              |
| ------ | -------- | ------------------------------------------------- |
|        | Chi tiết | - Mangas 54' - Gómez 88' (ph.đ.) - Oliveira 90+3' |

| Vitória de Guimarães      | 2–0      | Zürich |
| ------------------------- | -------- | ------ |
| - Silva 58' - Arcanjo 70' | Chi tiết |        |

Vitória de Guimarães thắng chung cuộc 5–0.
| Paks                                           | 3–0      | Mornar Bar |
| ---------------------------------------------- | -------- | ---------- |
| - Böde 59' - Szabó 90+9' (ph.đ.) - Tóth 90+10' | Chi tiết |            |

| Mornar Bar                       | 2–2      | Paks                                       |
| -------------------------------- | -------- | ------------------------------------------ |
| - Lenzsér 18' (l.n.) - Zorić 60' | Chi tiết | - Windecker 14' (ph.đ.) - Zorić 86' (l.n.) |

Paks thắng chung cuộc 5–2.
| BK Häcken                                                        | 6–1      | Paide Linnameeskond |
| ---------------------------------------------------------------- | -------- | ------------------- |
| - Amane 5', 6' - Layouni 35', 90+1' - Inoussa 64' - Agbonifo 89' | Chi tiết | - Ceesay 32'        |

| Paide Linnameeskond | 1–1      | BK Häcken      |
| ------------------- | -------- | -------------- |
| - Saarma 33'        | Chi tiết | - Lundqvist 7' |

BK Häcken thắng chung cuộc 7–2.
| Maribor                      | 2–1      | Vojvodina       |
| ---------------------------- | -------- | --------------- |
| - Iličić 59' - Soudani 90+8' | Chi tiết | - Zady Sery 77' |

| Vojvodina                                   | 1–0 (s.h.p.) | Maribor                             |
| ------------------------------------------- | ------------ | ----------------------------------- |
| - Crnomarković 26'                          | Chi tiết     |                                     |
| Loạt sút luân lưu                           |              |                                     |
| - Petrović - Savićević - Nikolić - Ivanović | 2–4          | - Mbina - Soudani - Repas - Vrhovec |

Tổng tỷ số 2–2, Maribor thắng trên chấm luân lưu.
| Spartak Trnava                | 3–1      | Wisła Kraków |
| ----------------------------- | -------- | ------------ |
| - Ďuriš 47', 68' - Azango 60' | Chi tiết | - Rodado 26' |

| Wisła Kraków | 3–1 (s.h.p.) | Spartak Trnava |
| --- | ------------ | --- |
| - Rodado 43' (ph.đ.) - Starzyński 60' - Uryga 98'                                                                                   | Chi tiết     | - Ďuriš 107' |
| Loạt sút luân lưu |              | |
| - Uryga - Biedrzycki - Jaroch - Rodado - Bellapart - Mikulec - Duarte - Gogol - Baena - Kutwa - Broda - Uryga - Biedrzycki - Jaroch | 12–11        | - Duris - Jakub Paur - Kratochvil - Kóša - Bainovic - Kubista - Corryn - Hugo Ahl - Libor Holik - Azango - Frelih - Jakub Paur - Kratochvil - Kóša |

Tổng tỷ số 4–4, Wisła Kraków thắng trên chấm luân lưu.
| St Patrick's Athletic | 1–0      | Sabah |
| --------------------- | -------- | ----- |
| - Palmer 35'          | Chi tiết |       |

| Sabah | 0–1      | St Patrick's Athletic |
| ----- | -------- | --------------------- |
|       | Chi tiết | - Elbouzedi 48'       |

St Patrick's Athletic thắng chung cuộc 2–0.
| St Mirren      | 1–1      | SK Brann    |
| -------------- | -------- | ----------- |
| - Olusanya 90' | Chi tiết | - Myhre 75' |

| SK Brann                                | 3–1      | St Mirren       |
| --------------------------------------- | -------- | --------------- |
| - Soltvedt 5' - Myhre 85' - Heggebø 88' | Chi tiết | - Iacovitti 74' |

Brann thắng chung cuộc 4–2.
| CSKA 1948                           | 2–1      | Pafos          |
| ----------------------------------- | -------- | -------------- |
| - Ilievski 29' - Thalis 51' (ph.đ.) | Chi tiết | - Tanković 10' |

| Pafos                                                               | 4–0 (s.h.p.) | CSKA 1948 |
| ------------------------------------------------------------------- | ------------ | --------- |
| - Luckassen 90+7' - Jajá 94' - Anderson 100' - Daskalov 118' (l.n.) | Chi tiết     |           |

Pafos thắng chung cuộc 5–2.
| Ilves       | 1–1      | Djurgården    |
| ----------- | -------- | ------------- |
| - Riski 65' | Chi tiết | - Wikheim 57' |

| Djurgården                             | 3–1      | Ilves       |
| -------------------------------------- | -------- | ----------- |
| - Šabović 14' - Hümmet 43' - Ståhl 52' | Chi tiết | - Riski 30' |

Djurgården thắng chung cuộc 4–2.
| Corvinul Hunedoara | 1–2      | Astana                     |
| ------------------ | -------- | -------------------------- |
| - Manolache 37'    | Chi tiết | - Camara 62' - Chinedu 80' |

| Astana                                                            | 6–1      | Corvinul Hunedoara |
| ----------------------------------------------------------------- | -------- | ------------------ |
| - Chinedu 13', 68' - Tomasov 57', 76' - Gripshi 73' - Astanov 84' | Chi tiết | - Velisar 78'      |

Astana thắng chung cuộc 8–2.
| Ružomberok | 0–0      | Hajduk Split |
| ---------- | -------- | ------------ |
|            | Chi tiết |              |

| Hajduk Split | 0–1      | Ružomberok          |
| ------------ | -------- | ------------------- |
|              | Chi tiết | - Šarlija 7' (l.n.) |

Ružomberok thắng chung cuộc 1–0.
| Noah                                           | 3–1      | AEK Athens   |
| ---------------------------------------------- | -------- | ------------ |
| - Pinson 33' - Čančarević 67' - Gregório 90+8' | Chi tiết | - García 22' |

| AEK Athens           | 1–0      | Noah |
| -------------------- | -------- | ---- |
| - Silva 90+2' (l.n.) | Chi tiết |      |

Noah thắng chung cuộc 3–2.
| Auda         | 1–0      | Drita |
| ------------ | -------- | ----- |
| - Tavares 8' | Chi tiết |       |

| Drita                                              | 3–1 (s.h.p.) | Auda        |
| -------------------------------------------------- | ------------ | ----------- |
| - Krasniqi 75' (ph.đ.) - Broja 102' - Dabiqaj 115' | Chi tiết     | - Talla 91' |

Drita thắng chung cuộc 3–2.
| Iberia 1999 | 0–1      | İstanbul Başakşehir |
| ----------- | -------- | ------------------- |
|             | Chi tiết | - Davidson 87'      |

| İstanbul Başakşehir       | 2–0      | Iberia 1999 |
| ------------------------- | -------- | ----------- |
| - Piątek 50' - Pelkas 61' | Chi tiết |             |

İstanbul Başakşehir thắng chung cuộc 3–0.
| Brøndby                            | 2–3      | Legia Warsaw                                  |
| ---------------------------------- | -------- | --------------------------------------------- |
| - Bundgaard 19' - Kvistgaarden 36' | Chi tiết | - Pekhart 24' - Luquinhas 70' - Morishita 87' |

| Legia Warsaw   | 1–1      | Brøndby            |
| -------------- | -------- | ------------------ |
| - Pankov 45+3' | Chi tiết | - Wass 38' (ph.đ.) |

Legia Warsaw thắng chung cuộc 4–3.
| Maccabi Petah Tikva | 0–1      | CFR Cluj   |
| ------------------- | -------- | ---------- |
|                     | Chi tiết | - Muhar 9' |

| CFR Cluj     | 1–0      | Maccabi Petah Tikva |
| ------------ | -------- | ------------------- |
| - Krešić 50' | Chi tiết |                     |

CFR Cluj thắng chung cuộc 2–0.
| Silkeborg                    | 2–2      | Gent                              |
| ---------------------------- | -------- | --------------------------------- |
| - Adamsen 49' (ph.đ.), 90+5' | Chi tiết | - Ganchas 61' (l.n.) - Dean 90+3' |

| Gent                               | 3–2 (s.h.p.) | Silkeborg                  |
| ---------------------------------- | ------------ | -------------------------- |
| - Dean 38' - Gandelman 90+3', 118' | Chi tiết     | - Adamsen 33', 51' (ph.đ.) |

Gent thắng chung cuộc 5–4.
| Osijek         | 1–1      | Zira                  |
| -------------- | -------- | --------------------- |
| - Matković 38' | Chi tiết | - Utzig 90+4' (ph.đ.) |

| Zira                                              | 2–2 (s.h.p.) | Osijek                                             |
| ------------------------------------------------- | ------------ | -------------------------------------------------- |
| - Alıyev 54' (ph.đ.) - Volkovi 90'                | Chi tiết     | - Jugović 37' - Matković 81'                       |
| Loạt sút luân lưu                                 |              |                                                    |
| - Alıyev - Ruan Renato - Nuriyev - Isayev - Utzig | 2–1          | - Pušić - Nejašmić - Ademi - Pedro Lima - Mikolčić |

Tổng tỷ số 3–3, Zira thắng trên chấm luân lưu.
| St. Gallen                | 2–0      | Śląsk Wrocław |
| ------------------------- | -------- | ------------- |
| - Akolo 5' - Geubbels 40' | Chi tiết |               |

| Śląsk Wrocław                                   | 3–2      | St. Gallen                           |
| ----------------------------------------------- | -------- | ------------------------------------ |
| - Schwarz 41' - Samiec-Talar 43' - Petkov 45+3' | Chi tiết | - Toma 21' - Geubbels 90+18' (ph.đ.) |

St. Gallen thắng chung cuộc 4–3.
| Botev Plovdiv           | 2–1      | Zrinjski Mostar |
| ----------------------- | -------- | --------------- |
| - Akere 35' - Maraš 79' | Chi tiết | - Ćuže 77'      |

| Zrinjski Mostar                | 2–0      | Botev Plovdiv |
| ------------------------------ | -------- | ------------- |
| - Mulahusejnović 39' - Kiš 83' | Chi tiết |               |

Zrinjski Mostar thắng chung cuộc 3–2.
| Omonia          | 1–0      | Fehérvár |
| --------------- | -------- | -------- |
| - Stępiński 60' | Chi tiết |          |

| Fehérvár | 0–2      | Omonia                         |
| -------- | -------- | ------------------------------ |
|          | Chi tiết | - Semedo 28' - Kakoullis 90+5' |

Omonia thắng chung cuộc 3–0.
| Copenhagen       | 1–0      | Baník Ostrava |
| ---------------- | -------- | ------------- |
| - Froholdt 90+1' | Chi tiết |               |

| Baník Ostrava                                  | 1–0 (s.h.p.) | Copenhagen                                     |
| ---------------------------------------------- | ------------ | ---------------------------------------------- |
| - Prekop 42'                                   | Chi tiết     |                                                |
| Loạt sút luân lưu                              |              |                                                |
| - Klíma - Ewerton - Kubala - Frydrych - Chaluš | 1–2          | - Óskarsson - Mattsson - Elyounoussi - Achouri |

Tổng tỷ số 1–1, Copenhagen thắng trên chấm luân lưu.
| Olimpija Ljubljana                            | 3–0      | Sheriff Tiraspol |
| --------------------------------------------- | -------- | ---------------- |
| - Pedro Lucas 45+4' - Doffo 65' - Sualehe 84' | Chi tiết |                  |

| Sheriff Tiraspol | 0–1      | Olimpija Ljubljana   |
| ---------------- | -------- | -------------------- |
|                  | Chi tiết | - Motika 88' (ph.đ.) |

Olimpija Ljubljana thắng chung cuộc 4–0.

## Vòng play-off
Lễ bốc thăm vòng play-off được tổ chức vào ngày 5 tháng 8 năm 2024.

### Bảng tóm tắt
| Đội 1                 | TTSTooltip Aggregate score | Đội 2               | Lượt đi | Lượt về      |
| --------------------- | -------------------------- | ------------------- | ------- | ------------ |
| Omonia                | 6–1                        | Zira                | 6–0     | 0–1          |
| St. Gallen            | 1–1 (5–4 p)                | Trabzonspor         | 0–0     | 1–1          |
| Lens                  | 2–3                        | Panathinaikos       | 2–1     | 0–2          |
| BK Häcken             | 3–5                        | 1. FC Heidenheim    | 1–2     | 2–3          |
| Copenhagen            | 3–1                        | Kilmarnock          | 2–0     | 1–1          |
| Vitória de Guimarães  | 7–0                        | Zrinjski Mostar     | 3–0     | 4–0          |
| Brann                 | 2–3                        | Astana              | 2–0     | 0–3          |
| Legia Warsaw          | 3–0                        | Drita               | 2–0     | 1–0          |
| Rijeka                | 1–6                        | Olimpija Ljubljana  | 1–1     | 0–5          |
| Fiorentina            | 4–4 (5–4 p)                | Puskás Akadémia     | 3–3     | 1–1 (s.h.p.) |
| Djurgården            | 2–0                        | Maribor             | 1–0     | 1–0          |
| Wisła Kraków          | 5–7                        | Cercle Brugge       | 1–6     | 4–1          |
| Mladá Boleslav        | 5–2                        | Paks                | 2–2     | 3–0          |
| St Patrick's Athletic | 0–2                        | İstanbul Başakşehir | 0–0     | 0–2          |
| Chelsea               | 3–2                        | Servette            | 2–0     | 1–2          |
| CFR Cluj              | 1–3                        | Pafos               | 1–0     | 0–3          |
| Partizan              | 0–2                        | Gent                | 0–1     | 0–1          |
| Kryvbas Kryvyi Rih    | 0–5                        | Real Betis          | 0–2     | 0–3          |
| Noah                  | 4–3                        | Ružomberok          | 3–0     | 1–3          |

### Các trận đấu
| Omonia                                                                       | 6–0      | Zira |
| ---------------------------------------------------------------------------- | -------- | ---- |
| - Khammas 13' - Semedo 34' (ph.đ.), 70' - Stępiński 45+1', 54' - Ewandro 60' | Chi tiết |      |

| Zira        | 1–0      | Omonia |
| ----------- | -------- | ------ |
| - Utzig 79' | Chi tiết |        |

Omonia thắng chung cuộc 6–1.
| St. Gallen | 0–0      | Trabzonspor |
| ---------- | -------- | ----------- |
|            | Chi tiết |             |

| Trabzonspor                                      | 1–1 (s.h.p.) | St. Gallen                                      |
| ------------------------------------------------ | ------------ | ----------------------------------------------- |
| - Destan 52'                                     | Chi tiết     | - Schmidt 31'                                   |
| Loạt sút luân lưu                                |              |                                                 |
| - Denswil - Trézéguet - Barišić - Drăguș - Savić | 4–5          | - Milošević - Vallçi - Cissé - Toma - Ambrosius |

Tổng tỷ số 1–1, St. Gallen thắng 5–4 trên chấm luân lưu.
| Lens                       | 2–1      | Panathinaikos   |
| -------------------------- | -------- | --------------- |
| - Frankowski 4' - Saïd 34' | Chi tiết | - Ioannidis 53' |

| Panathinaikos              | 2–0      | Lens |
| -------------------------- | -------- | ---- |
| - Pellistri 62' - Tetê 85' | Chi tiết |      |

Panathinaikos thắng chung cuộc 3–2.
| BK Häcken     | 1–2      | 1. FC Heidenheim           |
| ------------- | -------- | -------------------------- |
| - Rygaard 36' | Chi tiết | - Conteh 31' - Scienza 66' |

| 1. FC Heidenheim                            | 3–2      | BK Häcken                    |
| ------------------------------------------- | -------- | ---------------------------- |
| - Pieringer 30' - Wanner 84' - Honsak 90+2' | Chi tiết | - Inoussa 59' - Agbonifo 79' |

1. FC Heidenheim thắng chung cuộc 5–3.
| Copenhagen                      | 2–0      | Kilmarnock |
| ------------------------------- | -------- | ---------- |
| - Diks 77' (ph.đ.) - Falk 90+6' | Chi tiết |            |

| Kilmarnock    | 1–1      | Copenhagen        |
| ------------- | -------- | ----------------- |
| - Watkins 16' | Chi tiết | - Mayo 68' (l.n.) |

Copenhagen thắng chung cuộc 3–1.
| Vitória de Guimarães                        | 3–0      | Zrinjski Mostar |
| ------------------------------------------- | -------- | --------------- |
| - Mangas 46' - Borevković 51' - Saraiva 88' | Chi tiết |                 |

| Zrinjski Mostar | 0–4      | Vitória de Guimarães                                                         |
| --------------- | -------- | ---------------------------------------------------------------------------- |
|                 | Chi tiết | - Manu 32' (ph.đ.) - Nuno Santos 42' - N. Oliveira 45+4' - Gustavo Silva 71' |

Vitória de Guimarães thắng chung cuộc 7–0.
| Brann                   | 2–0      | Astana |
| ----------------------- | -------- | ------ |
| - Myhre 12' - Finne 70' | Chi tiết |        |

| Astana                             | 3–0      | Brann |
| ---------------------------------- | -------- | ----- |
| - Chinedu 60', 81' - Karimov 90+1' | Chi tiết |       |

Astana thắng chung cuộc 3–2.
| Legia Warsaw            | 2–0      | Drita |
| ----------------------- | -------- | ----- |
| - Kramer 56' - Gual 83' | Chi tiết |       |

| Drita | 0–1      | Legia Warsaw    |
| ----- | -------- | --------------- |
|       | Chi tiết | - Pekhart 90+1' |

Legia Warsaw thắng chung cuộc 3–0.
| Rijeka         | 1–1      | Olimpija Ljubljana        |
| -------------- | -------- | ------------------------- |
| - Ivanović 33' | Chi tiết | - Pedro Lucas 76' (ph.đ.) |

| Olimpija Ljubljana                                              | 5–0      | Rijeka |
| --------------------------------------------------------------- | -------- | ------ |
| - Florucz 2' - Thalisson 13', 45' - Kojić 35' - Pedro Lucas 47' | Chi tiết |        |

Olimpija Ljubljana thắng chung cuộc 6–1.
| Fiorentina                                      | 3–3      | Puskás Akadémia                             |
| ----------------------------------------------- | -------- | ------------------------------------------- |
| - Sottil 45+3' - Martínez Quarta 67' - Kean 75' | Chi tiết | - Nagy 9' (ph.đ.) - Soisalo 12' - Golla 89' |

| Puskás Akadémia                                | 1–1 (s.h.p.) | Fiorentina                                             |
| ---------------------------------------------- | ------------ | ------------------------------------------------------ |
| - Nagy 90+7' (ph.đ.)                           | Chi tiết     | - Kean 59'                                             |
| Loạt sút luân lưu                              |              |                                                        |
| - Komáromi - Favorov - Golla - Szolnoki - Nagy | 4–5          | - Mandragora - Kouamé - Colpani - Richardson - Biraghi |

Tổng tỷ số 4–4, Fiorentina thắng 5–4 trên chấm luân lưu.
| Djurgården  | 1–0      | Maribor |
| ----------- | -------- | ------- |
| - Nguen 69' | Chi tiết |         |

| Maribor | 0–1      | Djurgården  |
| ------- | -------- | ----------- |
|         | Chi tiết | - Hümmet 4' |

Djurgårdens IF thắng chung cuộc 2–0.
| Wisła Kraków | 1–6      | Cercle Brugge                                                                  |
| ------------ | -------- | ------------------------------------------------------------------------------ |
| - Rodado 85' | Chi tiết | - Minda 8' - Somers 10' - Ravych 36' - Denkey 47' - Ouattara 56' - Olaigbe 83' |

| Cercle Brugge        | 1–4      | Wisła Kraków                                         |
| -------------------- | -------- | ---------------------------------------------------- |
| - Felipe Augusto 77' | Chi tiết | - Uryga 15' - Kiss 18' - Gogół 73' - Zwoliński 90+4' |

Cercle Brugge thắng chung cuộc 7–5.
| Mladá Boleslav                    | 2–2      | Paks                  |
| --------------------------------- | -------- | --------------------- |
| - Kinyik 65' (l.n.) - Ladra 90+7' | Chi tiết | - Böde 80' - Papp 85' |

Bản mẫu:Football box
Mladá Boleslav thắng chung cuộc 5–2.
Bản mẫu:Football box
Bản mẫu:Football box
İstanbul Başakşehir thắng chung cuộc 2–0.
Bản mẫu:Football box
Bản mẫu:Football box
Chelsea thắng chung cuộc 3–2.
Bản mẫu:Football box
Bản mẫu:Football box
Pafos thắng chung cuộc 3–1.
Bản mẫu:Football box
Bản mẫu:Football box
Gent thắng chung cuộc 2–0.
Bản mẫu:Football box
Bản mẫu:Football box
Real Betis thắng chung cuộc 5–0.
Bản mẫu:Football box
Bản mẫu:Football box
Noah thắng chung cuộc 4–3.